# Knocking
A Knocking (Kopogtatás) egy 2006-os dokumentumfilm, amit Joel P. Engardio és Tom Shepard rendezett. Jehova Tanúinak a civil jogokért való harcáról szól. Elsősorban három tanú történetére fókuszál. A három történet, Jehova Tanúinak három alaptanítását mutatja be, amelyek a társadalmat igencsak meglepték. Visszautasították, hogy részt vegyenek háborús tevékenységekben, nem fogadják el a vérátömlesztést – a Biblia tanítására alapozva –, és nem tisztelegnek és nem hajolnak meg a nemzeti zászló előtt (mint a nemzetek egyik bálványa előtt).

## Főszereplők
Lillian GobitasEgy pennsylvaniai kislány, aki – több ezer tanú társával együtt – nem volt hajlandó az Amerikai Egyesült Államok zászlaja előtt szalutálni. Ez nagy felháborodást keltett az iskolai ünnepségeken; ez az ügy később sarokköve lett Jehova Tanúi a vallásszabadságért folytatott küzdelmében.
Joseph KemplerEgy zsidó származású, a második világháború alatt koncentrációs táborban Jehova Tanúi hitére tért férfi, aki látta azok (Jehova tanúi) összetartását, a fegyverfogás részükről való következetes visszautasítását. A terrort látva elveszítette zsidó hitét, de feltűnt neki, hogy Jehova Tanúi a hitüket ilyen körülmények között is önként vállalták.
Seth ThomasEgy 23 éves Jehova Tanúja, aki a kockázatok és nem tanú családtagjai ellenére sem vetette alá magát a vérátömlesztés eljárásának. Májátültetésre szorult, de kezdetben visszautasította a texasi Baylor University Medical Center egyetemi kórház kezelését, de a Los Angeles County-USC Medical Center egyetemi kórház vállalata a műtétet a vér nélküli kezelések kutatása érdekében. Az apa adta a májának egy darabját, így a családnak szembe kellett néznie két családtag elvesztésének lehetőségével. Végül elfogadták, hogy szeretteik (a biblián alapuló hitük miatt) ezen a módon kívánnak élni és halni.

## A film mondanivalója
Jehova Tanúi nem hajlandóak ezenfelül részt venni a politikában, nem járnak szavazni, nem szerveznek tiltakozásokat, de bíróságra mennek jogaik és vallásuk védelmében. Ezzel minden amerikai számára szabadságot nyertek. Megmutatták a náci rezsim uralma alatti Hitler-elleni harc egy (békés) formáját. Magukat gyakran a megbotránkozás céltábláinak teszik ki a hitük  megtartása kedvéért.
A merevnek tűnő, de állításuk szerint a Bibliával egybehangzó nézeteik terjesztésének bár békésen teszik, a módja mégis bosszantó (a velük egyet nem értők számára), nyíltan szembeszállnak az abortusszal, a melegek házasságával, de érdekes módon mégis nagyon pozitív hatással voltak az emberi jogok és az orvostudomány fejlődésére.

## Filmfesztivál – díjak
A KNOCKING megnyerte ((angolul)):
- Best Documentary, Jury Award, 2006 USA Film Festival (Dallas)
- Best Documentary, Jury Award, 2006 Trenton Film Festival (New Jersey)
- Best Documentary, Audience Award, 2006 Indianapolis International Film Festival
- Best First Film, Jury Award, 2006 Long Island International Film Expo (New York)
- Official Selection, 2006 Cleveland International Film Festival

## Külső hivatkozások
- A Knocking hivatalos oldala
- Független TV Szolgálat[halott link]
- BPS független vizsgálata
- Film Művészetért Alapítvány
- A Knocking az Internet Movie Database oldalain
- Clevelandi Film Társaság összefoglalója Archiválva 2006. június 17-i dátummal a Wayback Machine-ben
- Howard Shack, a kulisszák mögött – http://JewishNews.com -ról
- Knocking Trailer